# 阿伊古迪
阿伊古迪（Aygudi），是印度泰米尔纳德邦Tirunelveli县的一个城镇。总人口12924（2001年）。

## 人口
该地2001年总人口12924人，其中男性6491人，女性6433人；0—6岁人口1424人，其中男700人，女724人；识字率64.08%，其中男性为72.01%，女性为56.09%。